# جورج جيجير
جورج جيجير (بالإنجليزية: George Geiger)‏ هو عسكري أمريكي، ولد في 1843 في سينسيناتي في الولايات المتحدة، وتوفي في 23 يناير 1904.